# Wolfgang Bier
Wolfgang Bier (Moravská Třebová, 1943 – Schwäbisch Hall, 1998) was een Duitse beeldhouwer, schilder, graficus en keramisch kunstenaar.

## Leven en werk
Bier werd geboren in Mährisch-Trübau (thans Moravská Třebová) in voormalig Sudetenland.
Hij studeerde van 1965 tot 1968 aan de Kunstakademie Stuttgart en van 1969 tot 1974 aan de Hochschule für bildende Künste in Berlijn, waar hij een "Meisterschüler" was van Shinkichi Tajiri. In 1976 verhuisde hij naar de streek Hohenlohe in Beieren.
Van 1987 tot 1990 was hij hoogleraar beeldhouwkunst aan de FH Aachen - University of Applied Sciences in Aken. Hij won in 1983 de "Wilhelm-Loth-Preis der Stadt Dortmund" en in 1988 de "Hohenloher Kunstpreis".
De kunstenaar woonde en werkte van 1990 tot zijn dood in 1998 in Schwäbisch Hall. In 2002/2003 organiseerde Museum Würth in Künzelsau een overzichtstentoonstelling.

## Enkele werken
- Kopfform (1978), Beeldenroute Kunst am Campus van de Universität Augsburg in Augsburg
- Drachen und Urmutter (1979), Mehringdamm in Berlin-Kreuzberg met onder anderen Joachim Schmettau en Michael Schoenholtz - het werk is inmiddels afgebroken
- Kopf (1980), in Schwäbisch Hall
- Figur (1980/83)[1], Bremen
- Vorwärtstasten (1991), in Osnabrück
- Der Sturz (1993), Dasa - Arbeitswelt Ausstellung in Dortmund
- Stürzenden[2], am Klinikum Universität Regensburg in Regensburg

## Fotogalerij

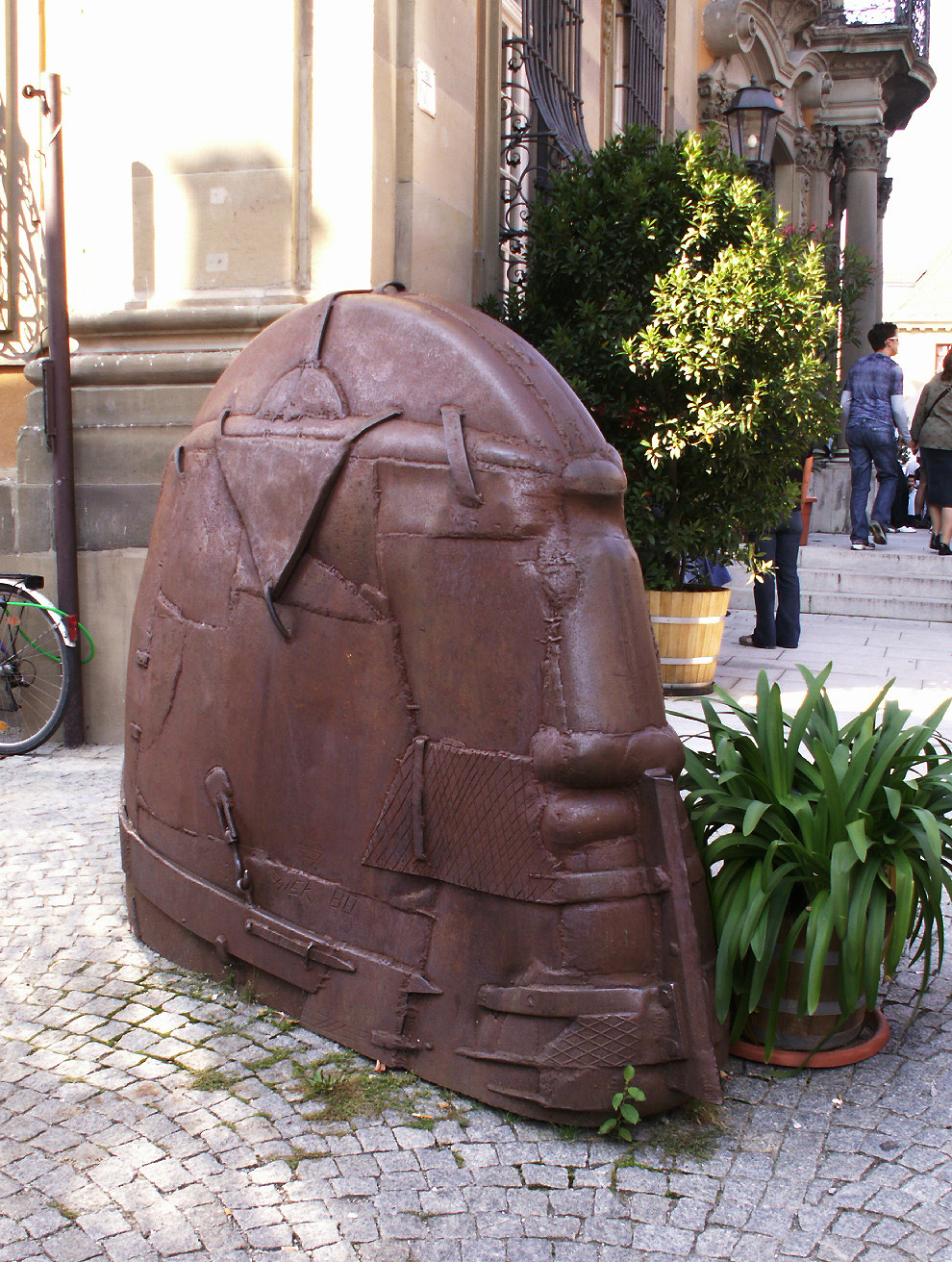
Kopf (1980)
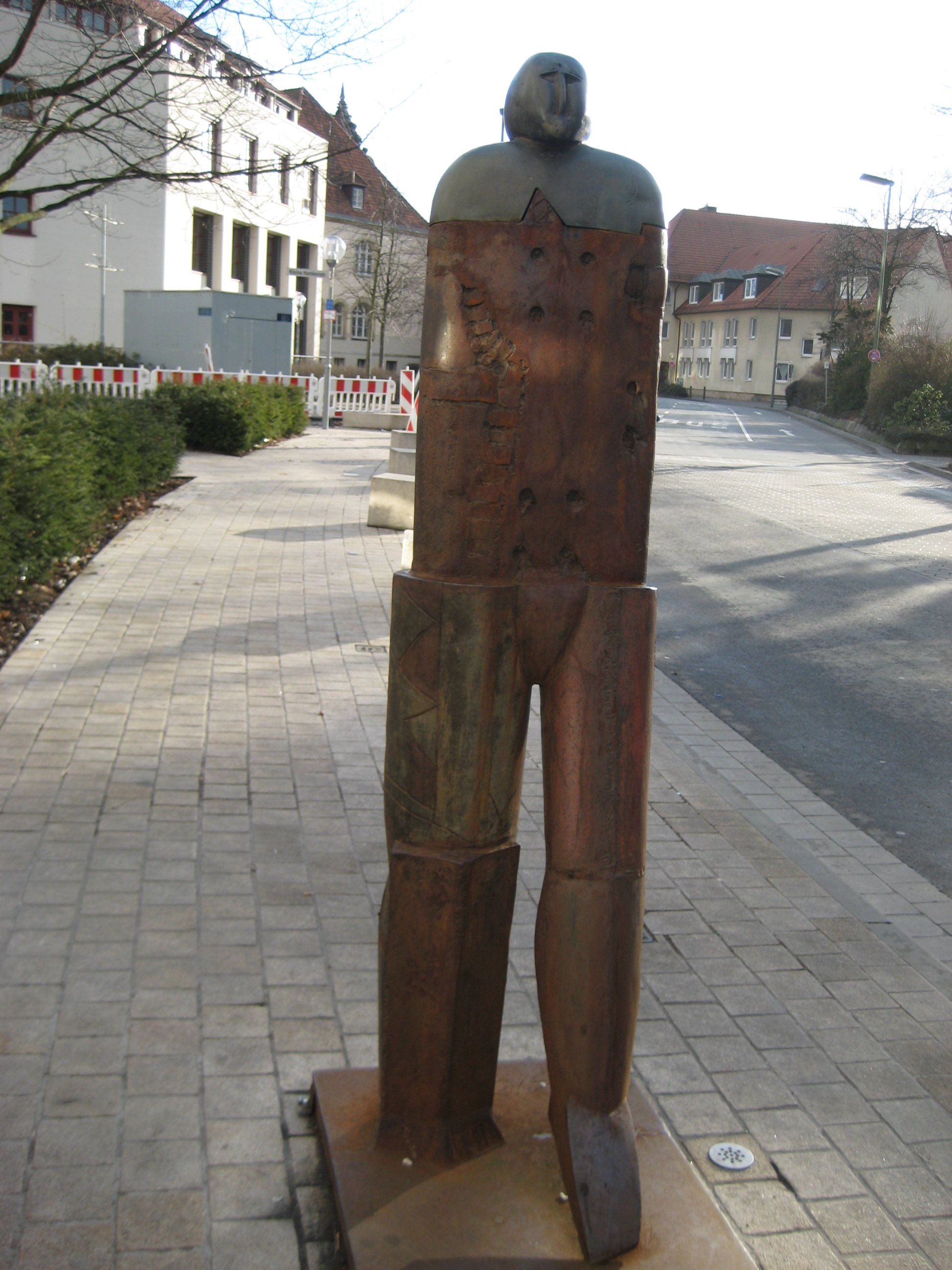
''Vorwärtstasten (1991)